# 適格機関投資家
適格機関投資家（英: Qualified Institutional Investor; QII）は、金融商品取引法上の概念。「有価証券に対する投資に係る専門的知識及び経験を有する者として内閣府令で定める者」（金融商品取引法2条3項1号）。適格機関投資家は特定投資家および適格投資家に含まれる（金融商品取引法2条31項1号）。適格機関投資家私募、適格機関投資家私売出し、適格機関投資家等特例業務などの定義などで用いられている。
適格機関投資家は一般投資家に比べて関連する規制は緩やかである。「アマ」である一般投資家に対して「プロ」とも通称される。
個人も有価証券の残高が10億円以上で適格機関投資家になれるが、金融庁のホームページに名前と市区町村までの住所が開示される。2022年8月1日現在、263名の個人が適格機関投資家となっている。適格機関投資家になることで適格機関投資家私募・私売出しや特定投資家や適格投資家が投資できるものなどに投資できるようになる。

## 定義
具体的には、以下に掲げる者を指す（金融商品取引法第二条に規定する定義に関する内閣府令10条1項）。ただし、16.に掲げる者以外の者については金融庁長官が指定する者を除き、16.に掲げる者については金融庁長官が指定する者に限る。
1. 金融商品取引業者（第一種金融商品取引業（有価証券関連業に該当するものに限る。）又は投資運用業を行う者に限る。）
2. 投資法人 （投信法2条12項）
3. 外国投資法人（投信法2条23項）
4. 銀行
5. 保険会社
6. 外国保険会社等（保険業法2条7項）
7. 信用金庫及び信用金庫連合会並びに労働金庫及び労働金庫連合会
8. 農林中央金庫及び株式会社商工組合中央金庫
9. 信用協同組合のうち金融庁長官に届出を行った者及び信用協同組合連合会並びに業として預金若しくは貯金の受入れ又は共済に関する施設の事業をすることができる農業協同組合連合会及び共済水産業協同組合連合会
10. 株式会社地域経済活性化支援機構（株式会社地域経済活性化支援機構法22条1項1号並びに2号イ及びハ、3号、7号並びに8号に掲げる業務を行う場合に限る。）
11. 株式会社東日本大震災事業者再生支援機構（株式会社東日本大震災事業者再生支援機構法16条1項1号並びに2号イ及びハに掲げる業務を行う場合に限る。）
12. 財政融資資金の管理及び運用をする者
13. 年金積立金管理運用独立行政法人
14. 株式会社国際協力銀行及び沖縄振興開発金融公庫
15. 株式会社日本政策投資銀行
16. 業として預金又は貯金の受入れをすることができる農業協同組合及び漁業協同組合連合会
17. 短資業者（金商法33条の2の規定により登録を受けたものに限る。）
18. ベンチャー・キャピタル業務（銀行法施行規則17条の3第2項12号）を行う株式会社のうち、当該業務を行う旨が定款において定められ、かつ、この号の届出の時における資本金の額が5億円以上であるものとして金融庁長官に届出を行った者
19. 投資事業有限責任組合（投資事業有限責任組合法2条2項）
20. 存続厚生年金基金のうち最近事業年度に係る年金経理に係る貸借対照表（廃止前の厚生年金基金令39条1項の規定により提出されたものに限る。）における流動資産の金額及び固定資産の金額の合計額から流動負債の金額、支払備金の金額及び過剰積立金残高の金額の合計額を控除した額が100億円以上であるものとして金融庁長官に届出を行った者、企業年金基金のうち最近事業年度に係る年金経理に係る貸借対照表（確定給付企業年金法施行規則117条3項1号の規定により提出されたものに限る。）における流動資産の金額及び固定資産の金額の合計額から流動負債の金額及び支払備金の金額の合計額を控除した額が100億円以上であるものとして金融庁長官に届出を行った者並びに企業年金連合会
21. 都市再生特別措置法29条1項2号に掲げる業務を行うものとして同項の承認を受けた者（同項2号に掲げる業務を行う場合に限る。）
22. 信託会社（信託業法2条2項）（管理型信託会社（同条4項）を除く。）のうち金融庁長官に届出を行った者
23. 外国信託会社（信託業法2条6項）（管理型外国信託会社（同条7項）を除く。）のうち金融庁長官に届出を行った者
24. 次に掲げる要件のいずれかに該当するものとして金融庁長官に届出を行った法人（ロに該当するものとして届出を行った法人にあっては、業務執行組合員等（組合契約を締結して組合の業務の執行を委任された組合員、匿名組合契約を締結した営業者若しくは有限責任事業組合契約を締結して組合の重要な業務の執行の決定に関与し、かつ、当該業務を自ら執行する組合員又は外国の法令に基づくこれらに類する者をいう。以下同じ。）として取引を行う場合に限る。）
イ 当該届出を行おうとする日の直近の日（以下「直近日」という。）における当該法人が保有する有価証券の残高が10億円以上であること。
ロ 当該法人が業務執行組合員等であって、次に掲げるすべての要件に該当すること（イに該当する場合を除く。）。
(1) 直近日における当該組合契約、匿名組合契約若しくは有限責任事業組合契約又は外国の法令に基づくこれらに類する契約に係る出資対象事業により業務執行組合員等として当該法人が保有する有価証券の残高が10億円以上であること。
(2) 当該法人が当該届出を行うことについて、当該組合契約に係る組合の他のすべての組合員、当該匿名組合契約に係る出資対象事業に基づく権利を有する他のすべての匿名組合契約に係る匿名組合員若しくは当該有限責任事業組合契約に係る組合の他のすべての組合員又は外国の法令に基づくこれらに類する契約に係るすべての組合員その他の者の同意を得ていること。
ハ 当該法人が特定目的会社（資産流動化法2条3項）であって、資産流動化法4条の規定により届出が行われた資産流動化計画（資産流動化法2条4項）（当該資産流動化計画の変更に係る資産流動化法9条の規定による届出が行われた場合には、当該変更後の資産流動化計画。）における特定資産（資産流動化法2条1項）に有価証券が含まれ、かつ、当該有価証券の価額が10億円以上であること。
25. 次に掲げる要件のいずれかに該当するものとして金融庁長官に届出を行った個人（ロに該当するものとして届出を行った個人にあっては、業務執行組合員等として取引を行う場合に限る。）
イ 次に掲げるすべての要件に該当すること。
(1) 直近日における当該個人が保有する有価証券の残高が10億円以上であること。
(2) 当該個人が金融商品取引業者等に有価証券の取引を行うための口座を開設した日から起算して1年を経過していること。
ロ 当該個人が業務執行組合員等であって、次に掲げるすべての要件に該当すること（イに該当する場合を除く。）。
(1) 直近日における当該組合契約、匿名組合契約若しくは有限責任事業組合契約又は外国の法令に基づくこれらに類する契約に係る出資対象事業により業務執行組合員等として当該個人が保有する有価証券の残高が10億円以上であること。
(2) 当該個人が当該届出を行うことについて、当該組合契約に係る組合の他のすべての組合員、当該匿名組合契約に係る出資対象事業に基づく権利を有する他のすべての匿名組合契約に係る匿名組合員若しくは当該有限責任事業組合契約に係る組合の他のすべての組合員又は外国の法令に基づくこれらに類する契約に係るすべての組合員その他の者の同意を得ていること。
26. 外国の法令に準拠して外国において次に掲げる業を行う者（個人を除く。）で、この号の届出の時における資本金若しくは出資の額又は基金の総額がそれぞれ次に定める金額以上であるものとして金融庁長官に届出を行った者
イ 第一種金融商品取引業（有価証券関連業に該当するものに限る。） 5000万円
ロ 投資運用業 5000万円
ハ 銀行業（銀行法2条2項） 20億円
ニ 保険業（保険業法2条1項） 10億円
ホ 信託業（信託業法2条1項）（管理型信託業（同条3項）以外のものに限る。） 1億円
27. 外国政府、外国の政府機関、外国の地方公共団体、外国の中央銀行及び日本国が加盟している国際機関のうち金融庁長官に届出を行った者

## 参照
1. ↑  “適格機関投資家に関する情報”. www.fsa.go.jp. 2025年7月13日閲覧。
2. ↑  適格機関投資家に関する情報：金融庁